# Concili de Bordeus
El concili de Bordeus fou una reunió de bisbes de Nèustria convocada pel rei Khilderic II (662–675) probablement l'any 673, celebrat a Bordeus, que formava part de l'Aquitània d'Austràsia. Hi van assistir tres bisbes metropolitans, el de Bourges (Comtat de Berry), el de Bordeus, i el d'Eauze, i molts bisbes dependents d'aquests metropolitans; el bisbe d'Albi (probablement Ricard) va ser representat per l'abat Onoald i fou l'únic assistent del Llenguadoc (l'Albigès era part d'Austràsia). El concili es va reunir en presència del duc Llop (possible duc de Gascunya vers 670-685 ?). Els cànons del concili s'han conservat. Els principals temes que es van tractar foren la reforma de la disciplina de l'església i el restabliment de la tranquil·litat del regne.